# Посольство благодарности
Посольство благодарности (кит. трад. 謝恩使, пиньинь xièēnshì, палл. сеэньши, кор. 사은사, саынса; яп. сяонси) — в традиционной восточноазиатской дипломатии посольство, которое отправляет государство-вассал государству-сюзерену. Высылалось по случаю поднесения дани государству-сюзерену или назначения нового вана государства-вассала.
Среди исторических примеров: посольства корейского государства Чосон в китайских империях Мин и Цин; посольства ванства Рюкю к японскому сёгуната Токугава.